# Spaniens Grand Prix 2013
Spaniens Grand Prix 2013, officiellt Formula 1 Gran Premio de España 2013, var en Formel 1-tävling som hölls den 12 maj 2013 på Circuit de Catalunya i Katalonien, Spanien. Det var den femte tävlingen av Formel 1-säsongen 2013 och kördes över 66 varv. Vinnare av loppet blev Fernando Alonso för Ferrari, tvåa blev Kimi Räikkönen för Lotus och trea blev Felipe Massa för Ferrari.

## Kvalet
| KR. | Nr | Förare              | Konstruktör          | Q1       | Q2       | Q3       | Grid |
| --- | -- | ------------------- | -------------------- | -------- | -------- | -------- | ---- |
| 1   | 9  | Nico Rosberg        | Mercedes             | 1.21,913 | 1.21,776 | 1.20,718 | 1    |
| 2   | 10 | Lewis Hamilton      | Mercedes             | 1.21,728 | 1.21,001 | 1.20,972 | 2    |
| 3   | 1  | Sebastian Vettel    | Red Bull-Renault     | 1.22,158 | 1.21,602 | 1.21,054 | 3    |
| 4   | 7  | Kimi Räikkönen      | Lotus-Renault        | 1.22,210 | 1.21,676 | 1.21,177 | 4    |
| 5   | 3  | Fernando Alonso     | Ferrari              | 1.22,264 | 1.21,646 | 1.21,218 | 5    |
| 6   | 4  | Felipe Massa        | Ferrari              | 1.22,492 | 1.21,978 | 1.21,219 | 91   |
| 7   | 8  | Romain Grosjean     | Lotus-Renault        | 1.22,613 | 1.21,998 | 1.21,308 | 6    |
| 8   | 2  | Mark Webber         | Red Bull-Renault     | 1.22,342 | 1.21,718 | 1.21,570 | 7    |
| 9   | 6  | Sergio Pérez        | McLaren-Mercedes     | 1.23,116 | 1.21,790 | 1.22,069 | 8    |
| 10  | 14 | Paul di Resta       | Force India-Mercedes | 1.22,663 | 1.22,019 | 1.22,233 | 10   |
| 11  | 19 | Daniel Ricciardo    | Toro Rosso-Ferrari   | 1.22,905 | 1.22,127 |          | 11   |
| 12  | 18 | Jean-Éric Vergne    | Toro Rosso-Ferrari   | 1.22,775 | 1.22,166 |          | 12   |
| 13  | 15 | Adrian Sutil        | Force India-Mercedes | 1.22,952 | 1.22,346 |          | 13   |
| 14  | 5  | Jenson Button       | McLaren-Mercedes     | 1.23,166 | 1.22,355 |          | 14   |
| 15  | 11 | Nico Hülkenberg     | Sauber-Ferrari       | 1.23,058 | 1.22,389 |          | 15   |
| 16  | 12 | Esteban Gutiérrez   | Sauber-Ferrari       | 1.23,218 | 1.22,793 |          | 192  |
| 17  | 17 | Valtteri Bottas     | Williams-Renault     | 1.23,260 |          |          | 16   |
| 18  | 16 | Pastor Maldonado    | Williams-Renault     | 1.23,318 |          |          | 17   |
| 19  | 21 | Giedo van der Garde | Caterham-Renault     | 1.24,661 |          |          | 18   |
| 20  | 22 | Jules Bianchi       | Marussia-Cosworth    | 1.24,713 |          |          | 20   |
| 21  | 23 | Max Chilton         | Marussia-Cosworth    | 1.24,996 |          |          | 21   |
| 22  | 20 | Charles Pic         | Caterham-Renault     | 1.25,070 |          |          | 22   |

| Vidare från första kvalrundan ▬▬ Vidare från andra kvalrundan ▬▬ |

Noteringar:
- ^1  — Felipe Massa fick tre platsers nedflyttning för att ha blockerat Mark Webber under kvalet.[1]
- ^2  — Esteban Gutiérrez fick tre platsers nedflyttning för att ha blockerat Kimi Räikkönen under kvalet.[1]

## Loppet
| Pos. | Nr | Förare              | Konstruktör          | Varv | Tid             | Grid | P  |
| ---- | -- | ------------------- | -------------------- | ---- | --------------- | ---- | -- |
| 1    | 3  | Fernando Alonso     | Ferrari              | 66   | 1:39.16,596     | 5    | 25 |
| 2    | 7  | Kimi Räikkönen      | Lotus-Renault        | 66   | +9,338          | 4    | 18 |
| 3    | 4  | Felipe Massa        | Ferrari              | 66   | +26,049         | 9    | 15 |
| 4    | 1  | Sebastian Vettel    | Red Bull-Renault     | 66   | +38,273         | 3    | 12 |
| 5    | 2  | Mark Webber         | Red Bull-Renault     | 66   | +47,963         | 7    | 10 |
| 6    | 9  | Nico Rosberg        | Mercedes             | 66   | +1.08,020       | 1    | 8  |
| 7    | 14 | Paul di Resta       | Force India-Mercedes | 66   | +1.08,988       | 10   | 6  |
| 8    | 5  | Jenson Button       | McLaren-Mercedes     | 66   | +1.19,506       | 14   | 4  |
| 9    | 6  | Sergio Pérez        | McLaren-Mercedes     | 66   | +1.21,738       | 9    | 2  |
| 10   | 19 | Daniel Ricciardo    | Toro Rosso-Ferrari   | 65   | +1 varv         | 11   | 1  |
| 11   | 12 | Esteban Gutiérrez   | Sauber-Ferrari       | 65   | +1 varv         | 19   |    |
| 12   | 10 | Lewis Hamilton      | Mercedes             | 65   | +1 varv         | 2    |    |
| 13   | 15 | Adrian Sutil        | Force India-Mercedes | 65   | +1 varv         | 13   |    |
| 14   | 16 | Pastor Maldonado    | Williams-Renault     | 65   | +1 varv         | 17   |    |
| 15   | 11 | Nico Hülkenberg     | Sauber-Ferrari       | 65   | +1 varv         | 15   |    |
| 16   | 17 | Valtteri Bottas     | Williams-Renault     | 65   | +1 varv         | 16   |    |
| 17   | 20 | Charles Pic         | Caterham-Renault     | 65   | +1 varv         | 22   |    |
| 18   | 22 | Jules Bianchi       | Marussia-Cosworth    | 64   | +2 varv         | 20   |    |
| 19   | 23 | Max Chilton         | Marussia-Cosworth    | 64   | +2 varv         | 21   |    |
| Ret  | 18 | Jean-Éric Vergne    | Toro Rosso-Ferrari   | 52   | Kollisionsskada | 12   |    |
| Ret  | 21 | Giedo van der Garde | Caterham-Renault     | 21   | Hjul            | 18   |    |
| Ret  | 8  | Romain Grosjean     | Lotus-Renault        | 8    | Upphängning     | 6    |    |

| Förare och stall som tog poäng ▬▬ |

## Ställning efter loppet
|     | Pos, | Förare           | Poäng |
| --- | ---- | ---------------- | ----- |
| ▬   | 1    | Sebastian Vettel | 89    |
| ▬   | 2    | Kimi Räikkönen   | 85    |
| ▲ 1 | 3    | Fernando Alonso  | 72    |
| ▼ 1 | 4    | Lewis Hamilton   | 50    |
| ▲ 1 | 5    | Felipe Massa     | 45    |

|     | Pos, | Konstruktör          | Poäng |
| --- | ---- | -------------------- | ----- |
| ▬   | 1    | Red Bull-Renault     | 131   |
| ▲ 1 | 2    | Ferrari              | 117   |
| ▼ 1 | 3    | Lotus-Renault        | 111   |
| ▬   | 4    | Mercedes             | 72    |
| ▬   | 5    | Force India-Mercedes | 32    |

- Notering: Endast de fem bästa placeringarna i vardera mästerskap finns med på listorna.